# 九州 (虚构世界)
九州是中国当代七位较有影响力的奇幻作家共同创造的一个东方奇幻世界。七位作家分别是：遥控、潘海天（大角）、今何在、水泡、江南、斩鞍、多事。他们被称为九州世界的“七天神”。

## 九州创办史

### “南九州”
九州最初仅在《奇幻世界》上作为一个栏目刊载过一段时间，其后江南、潘海天、今何在2005年夏单独创办《九州幻想》并正式脱离《奇幻世界》。发行了两期试刊号后，从2005年九月正式发售，每月一期。2007年，九州创始人之一的江南，因“九州门”事件离开《九州幻想》。《九州幻想》由潘海天、今何在编辑，继续发行。

### “北九州”
江南在离开《九州幻想》后，北上北京，创办《幻想1+1》（后改为《幻想纵横》）。但后来由于金融危机导致完美集团对《幻想纵横》撤资，《幻想纵横》失去资金支持被迫停刊，江南独自带领原幻想纵横团队创办《九州志》。并延续至今。

## 王朝

### 燹朝
国祚九百年左右。由于年代久远史料缺乏，燹朝的具体情况不详。燹朝是九州史书中记载的第一个世袭制朝代，一般认为燹朝是多个部落联盟形式的国家，是在原始社会制度的废墟上建立起来的。

### 晁朝
国祚约八百年，开国皇帝为晁高帝彧修明。燹朝方国晁国君主晁高帝灭燹后，以晁为国号，将全部国土划分为九个州，设置都护府，这就是“九州”名称的来源。晁朝末年，由于云望运河开凿引發海水倒灌，原本连在一起的九州大陆被内海分隔为东陆、西陆和北陆。作为九州历史上第二个奴隶制王朝，晁朝处于奴隶制鼎盛时期，奴隶主、氏族、贵族是為统治阶级。《朱颜记》、《青蘅传》故事均发生於晁朝初期。

### 贲朝
国祚约四百年。贲朝是九州远古社会的鼎盛时期，从贲朝开始，境内各个人族民族与部落不断融合，在这期间，华族逐步形成。为了巩固统治地位，贲朝采取了“众建诸侯、裂土为民”的分封制。贲朝后期社会矛盾包括统治集团内部矛盾日趋激化，对土地以及政权的争夺，加速了贲朝的灭亡。贲宁帝两次北伐瀚州蛮族造成国力空虚，贲朝逐渐陷于内乱之中。

### 胤朝
国祚约七百年，开国皇帝为胤始帝白胤。胤朝的政治制度多沿袭贲朝，中央实行三公九卿，地方实行分封制，而此时的牛耕和铁器普遍流行。胤朝时期东陆人民的文化交融使华族正式成型，同时也是东陆的黄金时代。《白雀神龟》故事发生在胤朝中晚期，《旅人》《羽传说》《风起云落》《缥缈录》故事发生在胤朝末年。

### 燮朝
国祚约一百二十年，开国皇帝为燮太祖姬野。姬野一生并未称帝，其死后由胤共帝禅让于其弟燮敬德帝姬昌夜，此后燮朝皇位一直由姬昌夜一脉流传。姬野谥号燮羽烈王，庙号燮太祖。

### 晟朝
国祚约三百年，开国皇帝为晟太祖姬云烈。燮朝末年，皇帝昏庸，权臣干政，东陆各地流寇四起，民不聊生。燮羽烈王后裔姬云烈趁势率天驱起事，推翻燮朝建立晟朝，故晟亦称后燮。《锁河山》故事发生在晟朝末年。

### 端朝
国祚三百余年，开国皇帝为端太祖牧云雄疆。晟朝末年，瀚州蛮族牧云部和穆如部在雪炽原决战后结盟，两部狼主牧云雄疆和穆如天彤约定先入帝都天启城者为天下主。后牧云部率先进入天启，穆如天彤表示遵守盟约，不需要封地，无条件交出兵权，牧云雄疆与穆如天彤相约，端室江山由牧云穆如两家共享。端朝末年，邺王叛乱，穆如氏战败，明帝流放穆如全族于殇州，牧云穆如三百年盟约彻底破裂，十年后穆如氏最后一位遗孤穆如寒江率军重返中州。后穆如寒江攻占宛州，定都宛州城，史称“西端”；牧云笙为寻找出走的盼兮，传位给牧云陆的遗孤牧云涣，离开天启，其治下的中州称“东端”。《海上牧云记》故事发生在端朝末年。

### 徵朝
国祚约280年。开国皇帝为徵太祖褚荆，端朝分裂后历经两百年乱世，徵朝再次统一东陆。《斛珠夫人》、《缬罗》故事发生在徵朝中后期。

## 地理
九州的已知世界由三块大陆组成，按照上古的传说划分为九个州，这正是九州名称的来源。

### 北陆

#### 殇州
殇州位于北陆西部，二面临海，向北是茫茫雪山冰原的寒冷大陆。东部与翰州以火雷原为界。面积约十万拓。殇州主要分为三大地形带：北部为殇州高原，东起蛮古山脉，西至天池山脉，其中蛮古山脉为北陆最高部分，平均海拔超过1万尺。中部和东部地区地势趋于平缓，长期的剥蚀作用形成了数片广阔而起伏平缓的平原，其间分布有一些小山和丘陵。西南部地区是一条火山带，统称为冰炎地海，分布有数十座较大的火山和更多小型或休眠的火山。更西面在浩瀚洋中分布有火山岛群。 

这是一片冰与火的大陆，相应的气候分布也多变。殇州高原气候寒冷，夏季普遍气温低，降水丰沛，无论冬季还是夏季，都是既能下雨，也能下雪。该地区不适于乔木生长，灌木丛和苔原是殇州高原的常见植被。西南部地热资源丰富，可见到木本植物组成的小林，在背风的地方或热泉附近分布着杂草草甸。中东部的平原区气候状况比瀚州平原略复杂，以森林植被为主，针叶林的分布最为广泛，阔叶树的种类较少，森林草原和草原分布在与瀚州的交界处。

#### 瀚州
瀚州位于北陆中部，东连宁州，西接殇州，总面积约十五万拓。西南是涣海，下端指向滁潦海。西部受到殇州高原地形带的影响，平均海拔较高。中部地区地势平坦，一马平川。东部由极宽的天拓大江与中州隔开。西端由霍零江与云州隔开。 
瀚州大部分地区降水量不足，森林不能自然生长，以草原为主，自然植被主要是丛生禾草，并混生有多种双子叶杂草。东部彤云山地区则由森林草原逐渐向混交林区过渡。溟朦海位于瀚州中部草原，是北陆最大的湖泊，周围形成形成大片的绿州沃野。

#### 宁州
宁州位于北陆最东部，三面临海，面积约十一万拓，其东南部为丘陵地带，分布森林和森林草原，乌鬼山横越其北，三昧河自此向南入海口时，变成了三条纵横交错的宽阔河道，因为土质和藻类的不同，分别呈青绿，淡紫和绛红三种颜色。宁州西部多为荒漠戈壁，众多破碎的丘陵一路连向虎皮山脉。极西端与瀚州间隔勾弋山，勾弋山高万仞，因为山峰终年积雪，云开雾散之际银光闪闪，又被称为“月亮山脉”，其主峰为北陆最高山。宁州北部多为厚厚的冰川层覆盖，这块巨大冰原的面积几乎相当于四分之一的宁州，主要植被是在短暂的夏季中长满的苔藓和草本植物。

### 东陆

#### 澜州
澜州位于东陆东块，东部临海，西接中州，南部与越州为邻。面积约十五万拓。整个澜州形势如弓，销金河如弦横跨南北，东陆最高峰的擎梁山就架在弓脊上。澜州平均海拔超过3000尺，是东陆平均海拔最高的地区，地堑性的中央低地把澜州分割为东北和西南两部。东北的夜北高原是一个地垒性地块，西南与越州交界处由于降水较多，是大片的沼泽地和森林。 
整个夜北高原土地凉薄，兼之气候不利，一年中冬季长达5个月，除了寒地的针叶林生长颇速，农作物生长却非常不利，重要的粮食产区仅在西南小部分地域。沼泽地和森林带人迹稀少，树木林冠稠密，层次很多，且多藤本和附生植物。

#### 中州
中州位于东陆的北块，南接宛州，东靠澜州。面积约十五万拓，是东陆第一大州。中州地形以山脉和平原为主，从澜州夜北高原延伸下东西走向的两条隆起带和二条沉降带，隆起带主要为山地地形，沉降带则形成为盆地和平原。 
中州的风向、降水均随季节而有明显的更替，自然植被以森林为主，既有冷湿性森林、森林草原景观，又有半湿润半干旱夏绿林、森林草原景观，混有落叶阔叶林。

#### 宛州
宛州位于东陆西块，北与中州交界，东与越州相邻。面积约十二万拓。宛州地形受到建水与西江以及诸多小河流的切割，大部分呈丘陵状，只有与中州交接的平原才是宛州的平坦部分。宛州东部受到雷眼山脉和北邙山脉影响，地势较复杂，雁返湖是宛州大部分河流的发源地。 
宛州气候温和的，冬不太冷，夏不太热，降水适中，大多数地区没有干旱的感觉。这种气候条件适宜于木本植物的生长，阔叶林是本区的地带性植被。 

#### 越州
越州位于东陆南块，面积约十二万拓，在东陆四州中列于第三。越州中部和西部地区以丘陵和低山为主，雷眼、北邙山脉诸多延伸山脉呈绵延不断的岭脊，主要是块状山，峰峦耸立，山坡陡峭，岩石裸露，地形十分崎岖，山岭间错纵地分布着面积不大的山谷和盆地，盆地中水源丰富，东部和北部沿岸为海岸平原，沿海沙洲、潟湖较多，东南部还有珊瑚礁海岸。 
越州的基本植被是硬叶常绿群落，不限于分布在沿海和平原地区，并沿河谷深入到山地内部，由于越州是人口最稀少的地区，全境森林覆盖率达到60％至70％。

### 西陆

#### 云州
面积均约十二万拓，与雷州以中部被称为沉沙海的海湾为界。由于云州西部为高耸的赤华山脉，东部有丘陵群，地势较高，天高云远，所以中部有连片沙漠，与山谷交错着。

#### 雷州
面积约十三万拓。与云州截然不同，气候调和，植物茂盛多样，两边临海，气候多雨潮湿，森林茂密。

## 种族

### 人族
人族是最平均也最复杂的种族，以现实中的人类为原型。他们没有夸父的高大，河络的技术，羽人的轻灵，鲛人的善水，魅的魔力。但他们有最庞大的人口和最完善的制度文明。人族有北陆，东陆，西陆三大文明带。北陆人为游牧文明，东陆人为农业文明，西陆则在原本的城邦文明由于瘟疫而淹没在沙漠密林之后，成为探险发现者的天堂。

### 夸父
名称来源于中国神话中逐日的巨人。身材高大，传说可以无限长高，平均身高为人类的两倍。人口数量极少，分布于殇州。

### 河络
矮小的种族，擅于工艺制造。无法与其他种族通婚。

### 羽人
骨质轻盈，可由精神力凝结成羽翼飞翔。

### 鲛人
生活于水中，有尾鳍。

### 魅
虚魅是纯精神而无实体的种族，但可凝结为有实体的实魅。

## 九州系列小说不完全目录
| 作家     | 作品                           | 年份 | 类型 | 系列       |
| -------- | ------------------------------ | ---- | ---- | ---------- |
| 江南     | 《九州·缥缈录I·蛮荒》          | 2005 | 长篇 | 缥缈录     |
| 江南     | 《九州·缥缈录II·苍云古齿》     | 2005 | 长篇 | 缥缈录     |
| 江南     | 《九州·缥缈录III·天下名将》    | 2007 | 长篇 | 缥缈录     |
| 江南     | 《九州·缥缈录IV·辰月之征》     | 2007 | 长篇 | 缥缈录     |
| 江南     | 《九州·缥缈录V·一生之盟》      | 2009 | 长篇 | 缥缈录     |
| 江南     | 《九州·缥缈录VI·豹魂》         | 2009 | 长篇 | 缥缈录     |
| 江南     | 《九州·缥缈录·星野变》         | 2004 |      | 缥缈录     |
| 江南     | 《九州·飘零书·商博良》         | 2005 | 长篇 | 飘零书     |
| 江南     | 《九州·飘零书·归墟》           | 未完 | 长篇 | 飘零书     |
| 江南     | 《九州·捭阖录·屠龙之主》       | 未完 | 长篇 | 捭阖录     |
| 江南     | 《九州·捭阖录·弑君》           |      |      | 捭阖录     |
| 江南     | 《九州·捭阖录·云龙》           |      |      | 捭阖录     |
| 江南     | 《九州·最后的姬武神》          | 2004 |      |            |
| 江南     | 《九州·葵花白发抄》            |      |      | 刺客王朝   |
| 江南     | 《九州·晚雪浓情抄》            |      | 番外 | 刺客王朝   |
| 江南     | 《九州·刹那公子》              | 2004 | 短篇 |            |
| 江南     | 《九州·追日》                  |      |      |            |
| 江南     | 《九州·魂》                    |      |      |            |
| 江南     | 《九州·铁甲》                  |      | 短篇 |            |
| 潘海天   | 《九州·白雀神龟》              | 2006 | 长篇 |            |
| 潘海天   | 《九州·死者夜谈》              | 2008 | 长篇 |            |
| 潘海天   | 《九州·暗月将临》              | 2012 | 长篇 |            |
| 潘海天   | 《九州·宝剑炉》                | 2004 | 长篇 | 风起云落   |
| 潘海天   | 《九州·有魅的天空》            | 2003 | 长篇 | 风起云落   |
| 潘海天   | 《九州·灭云》                  | 2005 | 长篇 | 风起云落   |
| 潘海天   | 《九州·厌火的石头符咒》        | 2003 | 长篇 | 风起云落   |
| 潘海天   | 《九州·风起兮》                | 2004 | 长篇 | 风起云落   |
| 潘海天   | 《九州·铁浮图》                | 2006 | 长篇 | 风起云落   |
| 今何在   | 《九州·羽传说I》               | 2005 |      | 羽传说     |
| 今何在   | 《九州·羽传说II》              | 2007 |      | 羽传说     |
| 今何在   | 《九州·美人如玉剑如虹》        | 2005 |      | 海上牧云记 |
| 今何在   | 《九州·海上牧云记·彤云烈马》   | 2006 |      | 海上牧云记 |
| 今何在   | 《九州·海上牧云记·瀚海》       | 2006 |      | 海上牧云记 |
| 今何在   | 《九州·七天七夜》              | 2007 |      |            |
| 今何在   | 《九州·逐日·冰下王朝》         | 2004 |      |            |
| 今何在   | 《九州·铁三角》                | 2010 |      |            |
| 斩鞍     | 《九州·旅人·怀人》             | 2004 | 长篇 | 旅人       |
| 斩鞍     | 《九州·旅人·柏舟》             | 2005 | 长篇 | 旅人       |
| 斩鞍     | 《九州·旅人·流火》             | 2003 | 长篇 | 旅人       |
| 斩鞍     | 《九州·旅人·白驹》             | 2007 | 长篇 | 旅人       |
| 斩鞍     | 《九州·茧》                    | 2004 | 番外 | 旅人       |
| 斩鞍     | 《九州·春淙亭》                | 2013 | 中篇 | 旅人       |
| 斩鞍     | 《九州·博上灯》                | 2006 | 中篇 | 旅人       |
| 斩鞍     | 《九州·水晶劫》                | 2005 | 中篇 | 旅人       |
| 斩鞍     | 《九州·落花溪》                | 2006 | 中篇 | 旅人       |
| 斩鞍     | 《九州·崔罗石》                | 2005 | 中篇 | 旅人       |
| 斩鞍     | 《九州·秋林箭》                | 2004 | 中篇 | 旅人       |
| 斩鞍     | 《九州·朱颜记》                | 2004 |      |            |
| 斩鞍     | 《九州·青蘅传》                | 2006 |      |            |
| 斩鞍     | 《九州·山中鼓》                | 2004 |      |            |
| 斩鞍     | 《九州·来自北国》              | 2007 |      |            |
| 斩鞍     | 《九州·无人知晓》              | 2007 |      |            |
| 斩鞍     | 《九州·白色巨塔》              | 2010 |      |            |
| 斩鞍     | 《九州·沉睡之森》              | 2010 |      |            |
| 斩鞍     | 《九州·记忆之海》              | 2012 |      |            |
| 斩鞍     | 《九州·思园笔谈·灯塔》         | 2007 |      | 思园笔谈   |
| 斩鞍     | 《九州·思园笔谈·黄洋岭上晶》   | 2007 |      | 思园笔谈   |
| 斩鞍     | 《九州·思园笔谈·美食与交通》   | 2007 |      | 思园笔谈   |
| 斩鞍     | 《九州·思园笔谈·文庙与取士》   | 2007 |      | 思园笔谈   |
| 斩鞍     | 《九州·思园笔谈·沉炉和宝钞》   | 2007 |      | 思园笔谈   |
| 多事     | 《九州·裂云之章》              | 2003 |      |            |
| 多事     | 《九州·跋涉》                  |      |      |            |
| 多事     | 《九州·弑魂歌》                |      |      |            |
| 多事     | 《九州·未央花》                |      |      |            |
| 多事     | 《九州·重骑兵·荒祭》           |      |      |            |
| 多事     | 《九州·伏击朔月》              | 2005 |      |            |
| 多事     | 《九州·海祭》                  | 2010 |      |            |
| 多事     | 《九州·净水清渠》              |      |      |            |
| 唐缺     | 《九州·英雄》                  | 2007 |      |            |
| 唐缺     | 《九州·星痕》                  | 2009 |      |            |
| 唐缺     | 《九州·云之彼岸》              | 2009 |      |            |
| 唐缺     | 《九州·龙痕》                  | 2009 |      |            |
| 唐缺     | 《九州·轮回之悸》              | 2010 |      |            |
| 唐缺     | 《九州·丧乱之瞳》              | 2011 |      |            |
| 唐缺     | 《九州·魅灵之书》              | 2011 |      |            |
| 唐缺     | 《九州·黑暗之子》              | 2013 |      |            |
| 唐缺     | 《九州·龙渊》                  | 2010 |      |            |
| 萧如瑟   | 《九州·斛珠夫人》              | 2016 |      |            |
| 夏笳     | 《九州·逆旅》                  | 2005 |      |            |
| 夏笳     | 《九州·梦垚》                  | 2007 |      |            |
| 夏笳     | 《九州·雨季》                  |      |      |            |
| 夏笳     | 《九州·十日锦》                |      |      |            |
| 夏笳     | 《九州·红沁》                  |      |      |            |
| 尾指银戒 | 《九州·海潮三十年·双瞳》       | 2010 |      | 海潮三十年 |
| 尾指银戒 | 《九州·海潮三十年·夏阳》       | 2006 |      | 海潮三十年 |
| 尾指银戒 | 《九州·乍火》                  | 2005 |      |            |
| 尾指银戒 | 《九州·飞》                    |      |      |            |
| 尾指银戒 | 《九州·秋叶城破》              |      |      |            |
| 尾指银戒 | 《九州·弹指如雪》              |      |      |            |
| 塔巴塔巴 | 《九州·冲锋》                  | 2007 |      | 澜州战争   |
| 塔巴塔巴 | 《九州·弯刀之夜》              | 2009 |      | 澜州战争   |
| 塔巴塔巴 | 《九州·天河水》                | 2007 |      | 澜州战争   |
| 塔巴塔巴 | 《九州·公主列传及其他》        | 2007 |      | 澜州战争   |
| 塔巴塔巴 | 《九州·冬末之卷》              |      |      | 千帆       |
| 塔巴塔巴 | 《九州·清人》                  | 2005 |      |            |
| 塔巴塔巴 | 《九州·魂印与河络》            |      |      |            |
| 塔巴塔巴 | 《九州·天涯》                  | 2004 |      |            |
| 塔巴塔巴 | 《九州·南药的雪》              | 2005 |      |            |
| 温雅     | 《九州·楚道石传奇·星河焚梦录》 |      |      | 楚道石传奇 |
| 温雅     | 《九州·楚道石传奇·拂晓魇杀录》 |      |      | 楚道石传奇 |
| 温雅     | 《九州·楚道石传奇·幽馆锋镝录》 |      |      | 楚道石传奇 |
| 温雅     | 《九州·楚道石传奇·昼行明焰录》 |      |      | 楚道石传奇 |
| 温雅     | 《九州·黎明枭歌》              | 2011 |      |            |
| 君天     | 《九州·风虎北望》              | 2014 |      |            |
| 帕帕安   | 《九州·雪焚城》                | 2011 |      |            |
| 帕帕安   | 《九州·槿花乱》                |      |      |            |
| 莫雨笙   | 《九州·星命如玄·惜红衣》       | 2007 | 中篇 | 星命如玄   |
| 莫雨笙   | 《九州·星命如玄·忆王孙》       |      | 中篇 | 星命如玄   |
| 莫雨笙   | 《九州·星命如玄·破阵子》       |      | 中篇 | 星命如玄   |
| 莫雨笙   | 《九州·星命如玄·水龙吟》       |      | 中篇 | 星命如玄   |
| 莫雨笙   | 《九州·星命如玄·谒金门》       |      |      | 星命如玄   |
| 莫雨笙   | 《九州·星命如玄·定风波》       |      |      | 星命如玄   |
| 莫雨笙   | 《九州·最高楼》                |      | 番外 | 星命如玄   |
| 莫雨笙   | 《九州·八月槎》                |      | 番外 | 星命如玄   |
| 莫雨笙   | 《九州·阮郎归》                |      | 番外 | 星命如玄   |
| 莫雨笙   | 《九州·凤归云》                |      | 番外 | 星命如玄   |
| 楚惜刀   | 《九州·天光云影·知己》         |      |      | 天光云影   |
| 楚惜刀   | 《九州·天光云影·如意》         |      |      | 天光云影   |
| 楚惜刀   | 《九州·天光云影·碧血》         |      |      | 天光云影   |
| 楚惜刀   | 《九州·天光云影·暗羽》         | 2008 |      | 天光云影   |
| 楚惜刀   | 《九州·天光云影·惊途》         |      |      | 天光云影   |
| 楚惜刀   | 《九州·云山别》                |      |      | 天光云影   |
| 公子木   | 《术士·术士·太阳之甦》         |      |      | 术士       |
| 公子木   | 《术士·术士·明月之忆》         |      |      | 术士       |
| 公子木   | 《术士·术士·暗月之痕》         |      |      | 术士       |
| 公子木   | 《九州·远行》                  | 2007 |      |            |

## 相关改编或原创影视作品
- 电视剧《华胥引之绝爱之城》（2015年，改编自唐七公子原作小说《华胥引》）
- 电视剧《九州·天空城》（2016年，与唐缺同名小说相关的原创故事，剧方同时将其定位为《华胥引》前史）
  - 电视剧《九州·天空城II》（2020年，《九州·天空城》续集）
  - 网络电影《九州天空城之时光回转》（2020年，《九州·天空城》前传）
- 院线电影《鲛珠传》（2017年，借用《华胥引》以及《九州·天空城》设定的原创故事）
- 电视剧《九州·海上牧云记》（2017年，改编自今何在同名原作小说）
- 电视剧《九州缥缈录》（2019年，改编自江南同名原作小说）
- 网络电影《九州羽乱·相思劫》（2021年，改编自唐缺原作小说《九州·羽乱》）
- 电视剧《斛珠夫人》（2021年，改编自萧如瑟同名原作小说）
- 电视剧《星河长明》（2022年，改编自斩鞍原作小说《九州·朱颜记》、《九州·朱颜记》、《九州·白露谈》）